# Índice de transporte
El índice de transporte (IT), en inglés: transport index (TI), es un valor numérico que se utiliza para limitar la exposición a materias o paquetes que contengan materias radiactivas.

## Ámbito de aplicación
El índice de transporte es un parámetro que aparece por primera vez en las recomendaciones de la Organización de las Naciones Unidas (ONU) para el transporte de mercancías peligrosas. Es utilizado para todos los modos de transporte (aéreo, carretera, ferrocarril, marítimo y vías navegables).
Otra de las aplicaciones del IT es establecer categorías para el transporte de material radiactivo.

## Cálculo del índice de transporte
Situándonos a una distancia de un metro de la superficie externa del bulto, se mide la intensidad de la radiación máxima (mSv/h). El resultado obtenido se multiplicará por 100 y se redondeará al primer decimal superior (1.13=1.2), salvo que resulte igual o superior a 0.05, en cuyo caso podrá redondearse a cero. Este es el índice de transporte IT (TI).

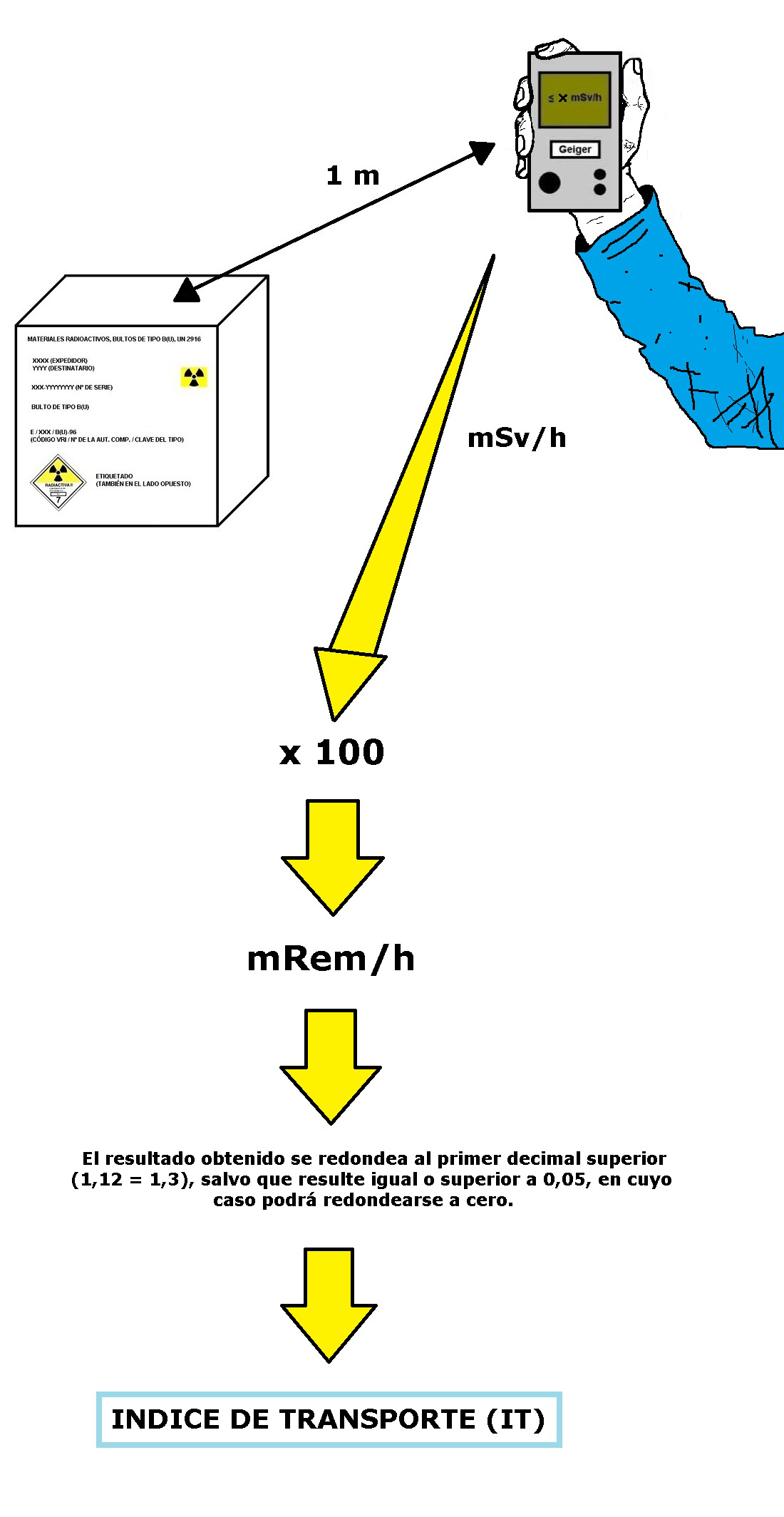
Cálculo del índice de transporte para materias radiactivas.

La medida se hará a 1 metro del bulto, del sobreembalaje, del contenedor o de la materia LSA-I o SCO-I sin embalar, donde:
- Bulto: mercancía ya embalada y preparada constituida por el embalaje y su contenido.
- Sobrembalaje: envoltura utilizada para uno o varios bultos con la idea de hacerlos más manejables y de mejor colocación para el transporte.
- Contenedor: se trata de un elemento de fácil llenado y vaciado, con una forma óptima para su manejo y colocación para el transporte.
- LSA-I (BAE-I): Low Specific Activity o "materiales de Baja Actividad Específica" (BAE).
- SCO-I (OCS-I): Surface Contamined Object u "Objeto Contaminado en Superficie" (OCS).

Si tenemos cisternas, contenedores o materias LSA-I o SCO-I sin embalar, el índice de transporte se calculará midiendo la intensidad de la radiación máxima (mSv/h)a 1 metro de distancia, multiplicando por 100 y por un factor de multiplicación que se muestra en la siguiente tabla:
| Dimensiones del cargamentoa | Factor de multiplicación |
| --------------------------- | ------------------------ |
| hasta 1m²                   | 1                        |
| de más de 1 y hasta 5m²     | 2                        |
| de más de 5 y hasta 20m²    | 3                        |
| más de 20m²                 | 10                       |

 ª  Se mide el área de la mayor sección transversal de la carga.
La siguiente imagen muestra un resumen del cálculo para este caso concreto:

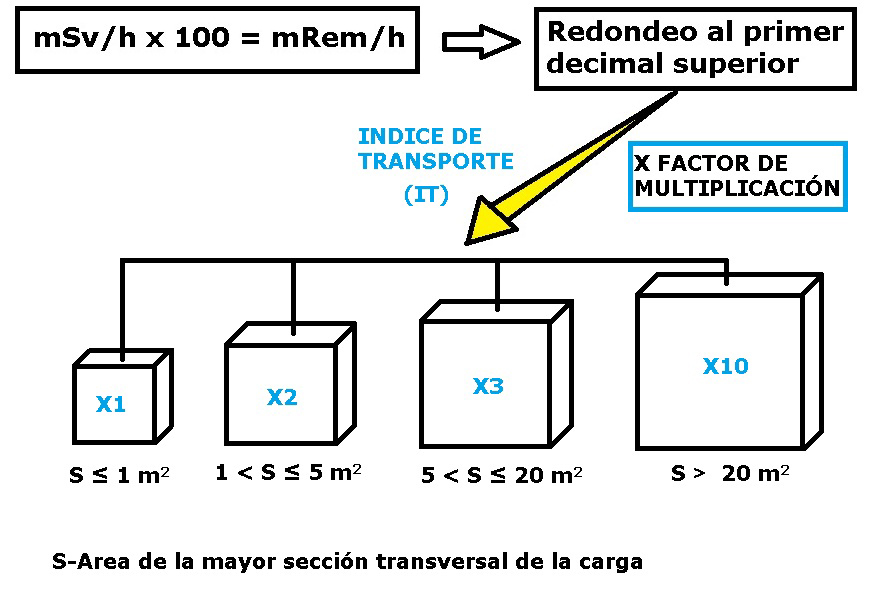
Índice de Transporte (IT) X Factor de Multiplicación.

En el caso particular de que la materia radiactiva sean minerales y concentrados de uranio y de torio, el valor máximo medido a la distancia de 1 metro no deberá sobrepasar estos límites:

a) 0,4 mSv/h para minerales y concentrados físicos de uranio y torio;

b) 0,3 mSv/h para concentrados químicos de torio; y

c) 0,02 mSv/h para concentrados químicos de uranio que no sean hexafluoruro de uranio.

## Clasificación de materias radiactivas
Las materias radiactivas en bultos y sobrembalajes se clasifican en 3 categorías en función del índice de transporte y de la intensidad de la radiación en la superficie:
| Índice de transporte TI (IT) | Intensidad máxima de radiación en cualquier punto de la superficie externa | Categoría     |
| ---------------------------- | -------------------------------------------------------------------------- | ------------- |
| 0a                           | Sin sobrepasar los 0,005 mSv/h                                             | BLANCA        |
| Más de 0 pero no más de 1a   | Más de 0,005 mSv/h pero no más de 0,5 mSv/h                                | II-AMARILLA   |
| Más de 1 pero no más 10      | Más de 0,5 mSv/h pero no más de 2 mSv/h                                    | III-AMARILLA  |
| Más de 10                    | Más de 2 mSv/h pero no más de 10 mSv/h                                     | III-AMARILLAb |

 a  Si el IT no es superior a 0,05, se podrá redondear a 0.
 b  Deben transportarse también según la modalidad de uso exclusivo, es decir, que los radiactivos de un vehículo o un contenedor grande son transportados en uso exclusivo por parte de un remitente quedando todas las operaciones iniciales, intermedias y finales de carga y descarga realizadas según las instrucciones del remitente o del destinatario.
En un bulto o sobreembalaje, para saber la categoría, debemos calcular el índice de transporte y medir la intensidad máximo de radiación en superficie. Si salen categorías distintas con un método y con el otro, se optará por las categoría más alta de las dos, siendo la I-BLANCA la más baja.

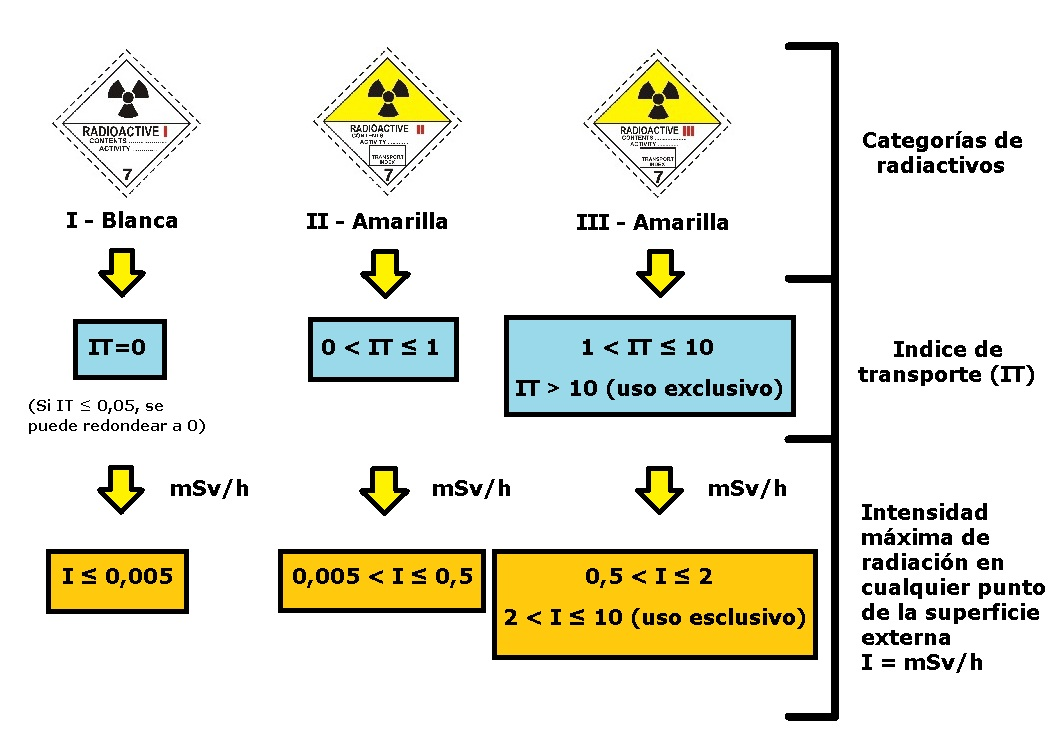
Clasificación de radiactivos en función del IT y de la intendidad de la radiación en superficie.

Cada bulto, sobreembalaje o contenedor que contenga materias radiactivas llevará etiquetas según los modelos 7A, 7B y 7C, salvo en el caso anterior en el que las etiquetas estarían ampliadas y no se ajustan al modelo. Si estos contienen materias fisionables llevarán además la etiqueta N.º 7E, salvo que sean materias fisionables exceptuadas.
Los bultos con etiquetas 7A, 7B y 7C llevarán las informaciones de contenido, actividad e índice de transporte. Si se trata de una materia fisionable tendrá una etiqueta según el modelo 7E con el índice de seguridad respecto a la criticidad.

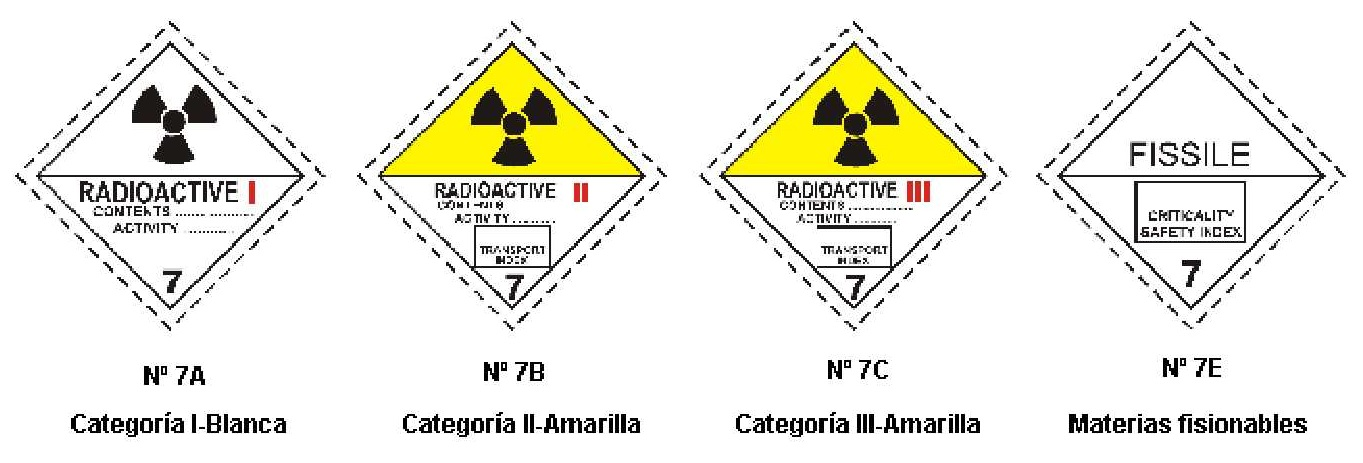
Etiquetas de radioactivos.

Las etiquetas tendrán la forma de un cuadrado colocado sobre un vértice y las dimensiones mínimas serán de 100 x 100 mm.Pueden tener dimensiones menores si el tamaño del bulto es reducido, así como estar atadas mediante un cordón si la superficie del bulto es irregular o pequeña.